# White Label
Die Begriffe White Label (engl. für ‚weißes Etikett‘) und Weißprodukt bezeichnen Produkte, die ohne Label oder mit unterschiedlichen Labels angeboten werden.

## Produzierendes Gewerbe
White-Label-Produkte sind Produkte eines Herstellers, die nicht unter dessen eigener Marke, sondern als (scheinbares) Produkt eines anderen Herstellers bzw. Händlers unter anderer Marke verkauft werden.
Die Produktion von White-Label-Produkten kann für Hersteller sinnvoll sein, die weder einen eigenen Vertrieb aufbauen noch sich von einem einzigen Vertriebsdienstleister abhängig machen wollen.
Manche Hersteller verkaufen auch nur einen Teil ihrer Produkte unter dem eigenen Markennamen, einen anderen Teil aber als White Label (bzw. Zweitmarke). Das geschieht, um das Produkt an unterschiedliche Kundengruppen zu verkaufen; nämlich sowohl an solche, die Wert auf einen Markennamen legen, als auch an solche, die Wert auf einen niedrigen Preis legen. Wegen der unterschiedlichen Namen und Vertriebswege (z. B. Fachgeschäft/Discounter) wird darauf spekuliert, dass die Kundengruppen so unterschiedlich sind, dass sie die Gleichheit der Produkte nicht wahrnehmen.
Es ist so oftmals möglich, bestimmte Produkte sowohl unter der Herstellermarke als auch unter einer No-Name-Marke (als „Hausmarke“ oder „Handelsmarke“) zu erwerben, was oft deutlich günstigere Preise bedeutet, ohne dass damit Qualitätseinbußen einhergehen.
CD- und DVD-Rohlinge sind ein typisches Beispiel für ein White-Label-Produkt; Rohlinge verschiedener Hersteller (den Code des eigentlichen Herstellers kann man per Software auslesen) werden von verschiedenen Handelsketten unter ihrem eigenen Handelsmarkennamen verkauft.
Während die Qualität von White-Label-Produkten der Qualität anderer Produkte also nicht notwendigerweise nachstehen muss, sind ggf. Einbußen beim Service denkbar, über dessen Ausgestaltung nicht der Hersteller, sondern der sich davon häufig unterscheidende „Namensgeber“ bzw. Distributor entscheidet. Beispiel hierfür sind die lieferbaren Produktversionen bei Hardware-Komponenten, die mit Verkaufsverpackung, Beschreibung und Zubehör (Retail-Version) oder als „nacktes“ Produkt (Bulk-Version) verkauft werden. Auch wird häufig bei Software in der OEM-Version kein Support vom Software-, sondern nur vom Hardware-Hersteller angeboten.

## Bedeutung in der Musikbranche

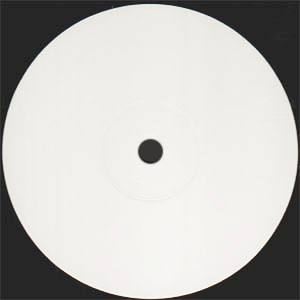
White Label auf einer Schallplatte

In der Musikbranche werden z. B. Schallplatten mit einem White Label versehen, wobei es sich meist um nicht autorisierte Veröffentlichungen wie z. B. Bootlegs, reine Testpressungen oder auch Veröffentlichungen in extrem geringer Auflage handelt.
Als White Labels bezeichnen vor allem DJs Promo-Schallplatten und -CDs, auf denen kein Labelname vermerkt ist. Das kann sinnvoll sein, wenn ein Label eine neue Platte herausbringen will, sich aber unsicher ist, ob sie beim Publikum ankommt. Deshalb werden manchmal neue Veröffentlichungen erst einmal ohne Angabe der dahinter stehenden Labels unter die DJs gebracht. Erweist sich die Veröffentlichung als Flop, hat das Label dadurch keinen Imageschaden erlitten. Im Fall eines Erfolgs kommt die Platte nachträglich mitsamt Interpreten- und Labelnamen auf den Markt.

## Bedeutung im Internet
Im Internet steht der Begriff White Label für ein Produkt oder einen Service, bei dem ein Anbieter einer Website ein Produkt oder einen Service einer Partnerwebsite in dem Layout seiner eigenen Homepage einbinden kann. Die Besucher der Website nehmen das White Label als eigenes Produkt der Seite wahr. Für über das White Label generierte Transaktionen erhält der Anbieter der Website vom Anbieter des Produktes oder Services in der Regel eine Provision. Der erforderliche technische Support wird dabei komplett vom Anbieter geleistet.
Ein wichtiger Bestandteil eines White Labels im Internet ist die zur Verfügung gestellte Funktionalität und nicht der dargestellte Inhalt.